# Epigelasma praenuntia
Epigelasma praenuntia là một loài bướm đêm trong họ Geometridae.